# Gmina Šentjur
Šentjur – gmina w Słowenii. W 2002 roku liczyła 18 470 mieszkańców.

## Miejscowości
Miejscowości wchodzące w skład gminy Šentjur:

- Bezovje pri Šentjurju,
- Bobovo pri Ponikvi,
- Boletina,
- Botričnica,
- Brdo,
- Brezje ob Slomu,
- Bukovje pri Slivnici,
- Cerovec,
- Črnolica,
- Dobje pri Lesičnem,
- Dobovec pri Ponikvi,
- Dobrina,
- Dole,
- Dolga Gora,
- Doropolje,
- Dramlje,
- Drobinsko,
- Golobinjek pri Planini,
- Gorica pri Slivnici,
- Goričica,
- Grobelno,
- Grušce,
- Hotunje,
- Hrastje,
- Hruševec,
- Hrušovje,
- Jakob pri Šentjurju,
- Jarmovec,
- Javorje,
- Jazbin Vrh,
- Jazbine,
- Jelce,
- Kalobje,
- Kameno,
- Kostrivnica,
- Košnica,
- Krajnčica,
- Krivica,
- Laze pri Dramljah,
- Loka pri Žusmu,
- Lokarje,
- Loke pri Planini,
- Lopaca,
- Lutrje,
- Marija Dobje,
- Okrog,
- Osredek,
- Ostrožno pri Ponikvi,
- Paridol,
- Planina pri Sevnici,
- Planinca,
- Planinska vas,
- Planinski Vrh,
- Pletovarje,
- Podgaj,
- Podgrad,
- Podlešje,
- Podlog pod Bohorjem,
- Podpeč nad Marofom,
- Podpeč pri Šentvidu,
- Podvine,
- Ponikva,
- Ponkvica,
- Prapretno,
- Primož pri Šentjurju,
- Proseniško,
- Rakitovec,
- Razbor,
- Repno,
- Rifnik,
- Sele,
- Slatina pri Ponikvi,
- Slivnica pri Celju,
- Sotensko pod Kalobjem,
- Spodnje Slemene,
- Srževica,
- Stopče,
- Straška Gorca,
- Straža na Gori,
- Svetelka,
- Šedina,
- Šentjur – siedziba gminy,
- Šentvid pri Planini,
- Šibenik,
- Tajhte,
- Tratna ob Voglajni,
- Tratna pri Grobelnem,
- Trno,
- Trnovec pri Dramljah,
- Trška Gorca,
- Turno,
- Uniše,
- Vejice,
- Vezovje,
- Visoče,
- Vodice pri Kalobju,
- Vodice pri Slivnici,
- Vodruž,
- Voduce,
- Vodule,
- Voglajna,
- Vrbno,
- Zagaj pri Ponikvi,
- Zalog pod Uršulo,
- Zgornje Selce,
- Zgornje Slemene,
- Zlateče pri Šentjurju,
- Žegar.